# Matthew Wolfe Davidson

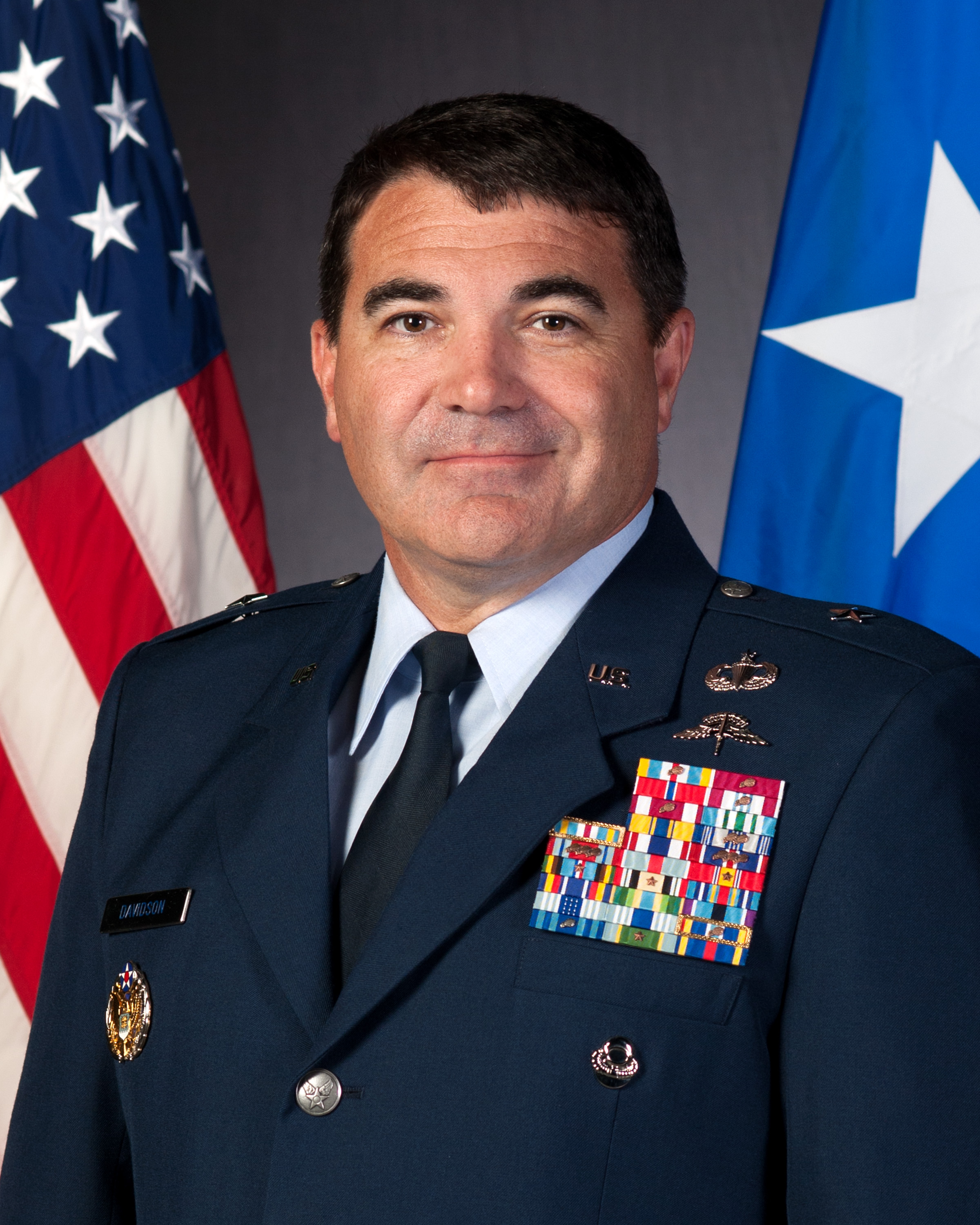
Matthew Wolfe Davidson (2018 als Brigadegeneral)

Matthew Wolfe Davidson (* um 1971) ist ein Generalmajor der United States Air Force. Zurzeit (März 2025) kommandiert er die 2. Luftflotte.
Über das ROTC-Programm der Oklahoma State University – Stillwater gelangte er im Jahr 1993 in das Offizierskorps der United States Air Force. Dort durchlief er anschließend alle Offiziersränge vom Leutnant bis zum Zwei-Sterne-General.
Im Lauf seiner militärischen Karriere absolvierte er verschiedene Kurse und Schulungen. Dazu gehörten unter anderem eine Ausbildung zum taktischen Offizier; das Air Command and Staff College auf der Maxwell Air Force Base in Alabama; das Command and General Staff College der United States Army in Fort Leavenworth in Kansas; die School of Advanced Military Studies, ebenfalls in Fort Leavenworth, und das Air War College. Im weiteren Verlauf folgte ein Studium am Armed Forces Staff College in Norfolk in Virginia; der Senior Leader Orientation Course auf der Andrews Air Force Base in Maryland; der Space Operations Executive Course auf der Peterson Air Force Base in Colorado; das National and International Security Leadership Seminar in Washington, D.C. und das Advanced Senior Leader Development Seminar in Warrenton in Virginia. Außerdem erhielt er einen akademischen Grad von der Troy University.
In seinen frühen Jahren als Offizier der Luftwaffe war er auf verschiedenen Stützpunkten stationiert. Dabei war er hauptsächlich als taktischer Offizier und/oder als Stabsoffizier bei unterschiedlichen Einheiten tätig. Dazwischen absolvierte er die erwähnten Schulungen. Als taktischer Offizier war er an den Planungen mehrerer Militäroperationen beteiligt, wozu auch einige Unternehmen im Rahmen des Irakkriegs gehörten.
Zwischen Januar 2002 und Juni 2004 war Davidson auf der Kadena Air Base in Japan stationiert. Nach seiner Rückkehr in die Vereinigten Staaten setzte er seine Laufbahn an verschiedenen Standorten fort. Zwischen Juni 2008 und Juni 2009 war er als Oberstleutnant stellvertretender Kommandeur der 24. Sondergruppe (24st Special Tactics Group, STG) die auf der Pope Air Force Base in North Carolina ansässig war. Anschließend übernahm er das Kommando über diese Einheit, das er bis zum April 2011 innehatte. Im Jahr 2011 wurde die Pope AFB in den Stützpunkt Fort Bragg das heutige Fort Liberty eingegliedert und die 24. STG wurde zur 724. STG umbenannt, die weiterhin von Matthew Davidson kommandiert wurde. Dieses Kommando behielt er bis zum Juni 2012.
Nach einer zwischenzeitlich anderen Verwendung (Fellow, Woodrow Wilson International Center for Scholars in Washington, D.C.) wurde er im Juni 2013 nach Katar versetzt. Bis zum Juni 2014 war er dort Stabschef des vorgelagerten Hauptquartiers des United States Special Operations Command Central (Chief of Staff, Special Operations Command Central Forward Headquarters, Al Udeid AB, Qatar). Anschließend übernahm er auf dem Hurlburt Field in Florida das Kommando über das 24. Sondergeschwader (24th Special Operations Wing). Diese Aufgabe erfüllte er zwischen September 2014 und Juni 2016. Danach gehörte er bis zum April 2018 dem Stab des Chief of Staff of the Air Force an.
Davidsons nächster Auftrag führte ihn zur Vandenberg Space Force Base in Kalifornien. Zwischen April 2018 und Dezember 2019 war er dort stellvertretender Kommandeur der 14. Luftflotte, die anschließend deaktiviert wurde. Auch danach verblieb er auf der Vandenberg AFB. Dort war er bis zum April 2020 stellvertretender Kommandeur des Combined Force Space Component Commands. Anschließend war er bis zum April 2021 stellvertretender Kommandeur des NATO-Sonderkommandos für Afghanistan (Deputy Commanding General, NATO Special Operations Component Command - Afghanistan) und der Special Operations Joint Task Force-Afghanistan.
Im April 2021 kehrte Davidson zum Hurlburt Field zurück. Bis zum August 2022 leitete er dort die Stabsabteilung für Operationen beim Air Force Special Operations Command. Danach war er bis zum Juli 2023 stellvertretender Kommandeur dieses Kommandos. Es folgte eine Versetzung zum Fort Belvoir in Virginia. Dort war er bis zum Juli 2024 stellvertretender Leiter der Defense Threat Reduction Agency. Am 2. August 2024 übernahm er auf der Keesler Air Force Base im Bundesstaat Mississippi als Nachfolger von Michele C. Edmondson das Kommando über die 2. Luftflotte. Dieses Amt hat er bis heute (März 2025) inne.

## Daten der Beförderungen
| Abzeichen | Rang               | Jahr               |
| --------- | ------------------ | ------------------ |
|           | Second Lieutenant  | 23. September 1993 |
|           | First Lieutenant   | 23. September 1995 |
|           | Captain            | 23. September 1997 |
|           | Major              | 1. Februar 2004    |
|           | Lieutenant Colonel | 1. September 2007  |
|           | Colonel            | 1. September 2011  |
|           | Brigadier General  | 24. Juli 2018      |
|           | Major General      | 7. Mai 2021        |

## Orden und Auszeichnungen
Matthew Davidson erhielt im Lauf seiner militärischen Laufbahn unter anderem folgende Auszeichnungen:
- Air Force Distinguished Service Medal
- Defense Superior Service Medal
- Legion of Merit
- Bronze Star Medal
- Defense Meritorious Service Medal
- Meritorious Service Medal
- Joint Service Commendation Medal
- Air Force Commendation Medal
- Air Force Achievement Medal
- Joint Meritorious Unit Award
- Air Force Outstanding Unit Award
- Combat Readiness Medal
- National Defense Service Medal
- Armed Forces Expeditionary Medal
- Iraq Campaign Medal
- Global War on Terrorism Expeditionary Medal
- Global War on Terrorism Service Medal
- Armed Forces Service Medal
- Humanitarian Service Medal
- Air Force Longevity Service Award